# アーノルド・クック
アーノルド・クック（Arnold Cooke、1906年11月4日 - 2005年8月13日）は、イギリスの作曲家。
ウェスト・ヨークシャー州のゴマーサルでカーペット製造業者の家庭に生まれた。レプトン校とケンブリッジ大学のゴンヴィル・アンド・キーズ・カレッジで歴史を学んだが、この頃には音楽の職業に就くことを考えていた。1929年からベルリン音楽アカデミーでパウル・ヒンデミットに作曲とピアノを師事し、音楽学で2つ目の学位をとった。その後ケンブリッジ祝祭劇場の音楽監督となり、1933年には王立マンチェスター音楽大学の教授に任命された（現在では王立ノーザン音楽大学と合併している）。第二次世界大戦中は兵役についたが、戦後にケンブリッジ大学から博士号を授与され、ロンドンのトリニティ音楽院で1978年に引退するまで教鞭をとった。作品には2つのオペラ、バレエ、6つの交響曲、ピアノ協奏曲、フルート協奏曲、オーボエ協奏曲、2つのクラリネット協奏曲、ヴァイオリン協奏曲、多数の室内楽曲と歌曲がある。